# Jenne
Jenne és un comune (municipi) de la ciutat metropolitana de Roma, a la regió italiana del Laci, situat uns 60 km a l'est de Roma. L'1 de gener de 2018 tenia 347 habitants.
Jenne limita amb els municipis d'Arcinazzo Romano, Subiaco, Trevi nel Lazio i Vallepietra.
A finals del segle xii, va ser el lloc de naixement del Papa Alexandre IV.